# 인도네시아 프리미어리그
인도네시아 프리미어리그(영어: Indonesian Premier League), 또는 리가 프리마 인도네시아(인도네시아어: Liga Prima Indonesia)는 인도네시아의 최상위 축구 리그로 2011년에 만들어졌고, 리가 슈퍼를 대신해 1부 리그의 자격을 갖게 되었다. 2013년 인도네시아 슈퍼 리그로 통합되었다.

## 2011-12 시즌 참가 클럽
| 클럽                | 연고지     | 경기장                      | 수용 인원 |
| ------------------- | ---------- | --------------------------- | --------- |
| 아레마 말랑         | 말랑       | 칸주루한 경기장             | 30,000    |
| 본탕 FC             | 본탕       | 물라와만 경기장             | 20,000    |
| 페르세바야 수라바야 | 수라바야   | 겔로라 11월 10일 경기장     | 30,000    |
| 페르세마 말랑       | 말랑       | 가자야나 경기장             | 30,000    |
| 페르시바 반툴       | 반툴       | 술탄 아궁 경기장            | 35,000    |
| 페르시보 보요네고로 | 보요네고로 | 렛젠 하지 수디르만 경기장   | 15,000    |
| 마디운 FC           | 마디운     | 윌리스 경기장               | 35,000    |
| 페르시압 제파라     | 제파라     | 겔로라 부미 카르티니 경기장 | 25,000    |
| 페르시라야 반다아체 | 반다아체   | 하라판 방사 경기장          | 40,000    |
| PSM 마카사르        | 마카사르   | 마토앙긴 경기장             | 30,000    |
| PSMS 메단           | 메단       | 텔라단 경기장               | 15,000    |
| 스멘 파당 FC        | 파당       | 하지 아구스 살림 경기장     | 28,000    |

## 같이 보기
- 리가 슈퍼 인도네시아
- 리가 프리메르 인도네시아